# Trichomachimus elongatus
Trichomachimus elongatus är en tvåvingeart som beskrevs av Shi 1992. Trichomachimus elongatus ingår i släktet Trichomachimus och familjen rovflugor. Inga underarter finns listade i Catalogue of Life.